# Goddamnit
Goddamnit é o álbum de estreia da banda de punk rock de Chicago Alkaline Trio, lançado em 13 de outubro de 1998 pela Asian Man Records.

## Recepção
Mike DaRonco, do Allmusic, chamou o CD de "uma coisa perfeita para os corações partidos ouvirem", e também falou que "é difícil bandas como Alkaline Trio e outras fazerem canções de amor sobre os rótulos de "animadas" e "energéticas", e Goddamnit é a personificação disso".

## Faixas
Todas as músicas e letras foram escritas por Matt Skiba, Dan Andriano e Glenn Porter, exceto onde foi notado.
| N.º            | Título                  | Duração |  |
| 1.             | "Cringe"                | 2:23    |  |
| 2.             | "Cop"                   | 2:18    |  |
| 3.             | "San Francisco"         | 3:52    |  |
| 4.             | "Nose Over Tail"        | 2:37    |  |
| 5.             | "As You Were"           | 2:11    |  |
| 6.             | "Enjoy Your Day"        | 2:17    |  |
| 7.             | "Clavicle"              | 2:28    |  |
| 8.             | "My Little Needle"      | 3:01    |  |
| 9.             | "Southern Rock"         | 3:05    |  |
| 10.            | "Message From Kathlene" | 3:22    |  |
| 11.            | "Trouble Breathing"     | 3:55    |  |
| 12.            | "Sorry About That"      | 3:21    |  |
| Duração total: | Duração total:          | 32:42   |  |

| N.º            | Título                  | Duração |  |
| 13.            | "Weak Week" (demo)      |         |  |
| 14.            | "Nose Over Tail" (demo) | 2:43    |  |
| 15.            | "Ninety-Seven" (demo)   | 4:50    |  |
| 16.            | "Sundials" (demo)       | 4:24    |  |
| Duração total: | Duração total:          | 47:21   |  |

## Envolvidos
- Matt Skiba - Vocais, guitarra, vocais de apoio nas faixas 6 e 10.
- Dan Andriano - Baixo, vocais nas faixas 6 e 10, vocais de apoio.
- Glenn Porter - Bateria, percussão.
- Rob Doran - Baixo nas faixas extras da versão Redux.